# Teresa Kossak
Teresa Kossak (ur. 12 kwietnia 1934 w Brzeżanach, zm. 13 marca 2015 w Warszawie) – córka malarza Karola Kossaka, prawnuczka Juliusza Kossaka, ostatnia z rodu nosząca nazwisko Kossak. Autorka książki o swoim ojcu Karolu Kossaku – Kossak Nieznany.
Córka Wandy Czerkawskiej (1896–1983) i Karola Kossaka. Szkołę średnią (Państwowe Liceum Sztuk Pięknych) ukończyła w Warszawie (1951–1955). Po maturze rozpoczęła studia na Uniwersytecie Warszawskim na wydziale historii sztuki.
Od 1963 do 1992 związana ze Studiem Miniatur Filmowych w Warszawie. W okresie tym współpracowała z takimi twórcami jak Paweł Lutczyn, Maciej Wojtyszko czy Witold Giersz. Jako scenarzysta, scenograf a przede wszystkim animator uczestniczyła w powstawaniu wielu filmów animowanych. Między innymi: Proszę słonia, Jacek i Placek, Pomysłowy Dobromir, Wędrówki Pyzy, Koziołek Matołek.
W 2013 opublikowała w Państwowym Instytucie Wydawniczym książkę o swoim ojcu pod tytułem Kossak Nieznany.